# 戈爾丹·揚德羅科維奇
戈爾丹·揚德羅科維奇（1967年8月2日-）是克羅地亞的外交官和政治家，自2017年起擔任克羅地亞議會議長。他曾經在2010年至2011年擔任副總理，先後歷經伊沃·萨纳德和亚德兰卡·科索尔兩任政府。

## 荣誉

### 外国勋章奖章
- 二等智者雅罗斯拉夫王公勋章（乌克兰，2022年10月21日公布[2]）